# Захаровка (Липецкая область)
Заха́ровка — село Воловского района Липецкой области, центр сельского поселения «Захаровский сельсовет».
Основано в середине XVIII века крепостными крестьянами Захара Хитрово, почему и получило такое название, ранее называлось Хитро́во. По документам известна с 1778 года.
Расположена в 10 километрах севернее районного центра села Волово на реке Дубовец, левом притоке Олыма.
Также в Захаровке есть школа МБОУ СОШ с. Захаровка, в которой можно обучаться полноценных 11 лет.

## Население
| 2009 | 2010 | 2012 |
| ---- | ---- | ---- |
| 660  | ↘554 | ↗677 |